# Laitila
Laitila (szw. Letala) − miasto i gmina w Finlandii, w regionie Finlandia Właściwa. Powierzchnia wynosi 545,36 km², z czego 13,65 km² stanowi woda, a populacja 8 447 mieszkańców. Gęstość zaludnienia wynosi 15,87 mieszkańca na kilometr kwadratowy.
Laitila znana jest z hodowli drobiu.

## Sąsiadujące gminy
- Eura
- Mynämäki
- Pyhäranta
- Rauma
- Uusikaupunki
- Vehmaa